# Space Man
Space Man (geschreven in hoofdletters) is een nummer van de Britse singer-songwriter en TikTok -ster Sam Ryder, die het Verenigd Koninkrijk vertegenwoordigde op het Eurovisiesongfestival 2022 in Turijn, Italië. In januari 2022 werd hij intern geselecteerd via TaP Music en de BBC, de Britse omroeporganisatie voor het Eurovisiesongfestival. 
Ryder schreef Space Man samen met Grammy-winnende singer-songwriter Amy Wadge en Max Wolfgang tijdens de COVID-19-pandemie. Hij beschreef het lied als opbeurend, met vergelijkingen die worden gemaakt met Elton John. Na een goede loting (tweede helft van de finale) en een sterke repetitie, werd Space Man een van de favorieten om de wedstrijd te winnen. Uiteindelijk werd Sam tweede met dit nummer tijdens het Eurovisiesongfestival 2022. Het Verenigd Koninkrijk behaalde dankzij het nummer Space Man het beste resultaat sinds 1998. Bovendien was het de eerste keer dat het land de juryfinale wist te winnen.
Het nummer werd uitgebracht op 22 februari 2022 op alle grote streamingplatforms. Op 20 april werd er een akoestische versie van het nummer uitgebracht.  